# Kanton Echternach
Koordinaten: 49° 48′ N, 6° 25′ O

Der Kanton Echternach liegt im Osten des Großherzogtums Luxemburg. Er grenzt im Norden und Osten an das deutsche Bundesland Rheinland-Pfalz, im Süden an den Kanton Grevenmacher und im Westen an die Kantone Mersch und Diekirch.
Bis zur Abschaffung der luxemburgischen Distrikte am 3. Oktober 2015 gehörte der Kanton zum Distrikt Grevenmacher.

## Verwaltungsgliederung
Der Kanton Echternach umfasst sieben Gemeinden (Einwohnerzahlen vom 1. Januar 2023).
1. Befort (3053)
2. Bech (1357)
3. Berdorf (2219)
4. Consdorf (2117)
5. Echternach (5870)
6. Rosport-Mompach (3704), am 1. Januar 2018 gebildet aus
  - Mompach
  - Rosport
7. Waldbillig (1960)